# Guitarama
Guitarama (em quiniaruanda: Gitarama) é uma cidade da Ruanda situada na província (intara) do Sul. Segundo censo de 2012, havia 49 038 habitantes. Já foi capital da antiga província de Guitarama.